# Ingrédient de cuisine
Un ingrédient de cuisine est une substance, y compris les additifs alimentaires, utilisée dans la fabrication ou la préparation d'un aliment et présente dans le produit fini bien que parfois sous une forme modifiée (codex Alimentarius 1991).
Juridiquement, en Europe, on parle de « denrée alimentaire préemballée » pour décrire « l’unité de vente destinée à être présentée en l’état au consommateur final et aux collectivités, constituée par une denrée alimentaire et l’emballage dans lequel elle a été conditionnée avant sa présentation à la vente, que cet emballage la recouvre entièrement ou seulement partiellement, mais en tout cas de telle façon que le contenu ne puisse être modifié sans que l’emballage subisse une ouverture ou une modification ; cette définition ne couvre pas les denrées emballées sur le lieu de vente à la demande du consommateur ou préemballées en vue de leur vente immédiate ». Toujours selon la réglementation européenne, un produit intermédiaire qui entre dans la composition d'un produit fini (par exemple, de la crème d'amande ou du chocolat dans une pâtisserie) est dénommé un ingrédient composé.

## Définition avant 1991
Un ingrédient de cuisine est une substance, à l'exclusion des additifs alimentaires, utilisée dans la fabrication ou la préparation d'une denrée alimentaire et présente dans le produit fini (codex Alimentarius 1981).